# Couvent des Filles de la Conception
Le couvent des Filles de la Conception est un ancien monastère parisien supprimé en 1790 qui était situé à l'angle des actuelles rues Duphot et Saint-Honoré.

## Situation
Le couvent était situé près de la porte Saint-Honoré à l'angle de la rue Saint-Honoré et de la rue du Luxembourg (actuelle rue Cambon). Ses jardins s'étendaient jusqu'à l'enceinte des Fossés jaunes puis au boulevard aménagé après 1670 sur l'ancien rempart (actuellement boulevard de la Madeleine, place de la Madeleine et angle de la rue Royale).

## Historique
En 1635, Anne Petau, veuve du sieur Regnaut de Traversé, conseiller au parlement, donne au couvent des Filles de la Conception de Toulouse une somme de 40 000 livres pour que s'installent treize religieuses de ce tiers-Ordre franciscain . Au mois de septembre de la même année, ces religieuses sont installées dans l'hôtel de Nesmond. Théodore de Nesmond, premier président du Parlement de Paris, donne cette maison en dot en 1637 à sa fille Olive qui entre dans cette communauté.
Les sœurs se font construire une église et des bâtiments convenables. Mais ces dépenses provoquent la ruine de cette congrégation. Louis XIV lui fait alors bénéficier du quinzième du produit d'une loterie. 
Sa chapelle était ornée de toiles des peintres Boullogne l'aîné et Boullogne le jeune.
Paul de Gondi, futur cardinal de Retz y fait sa première visite.
Le couvent était propriétaire de plusieurs maisons rue Saint-Honoré. Celle du no 398 où  Robespierre habitait une chambre, était louée au menuisier Maurice Duplay qui l'acheta lorsqu’elle fut vendue comme bien national au cours de l’an IV. Mme de Tencin y loua un appartement dès avril 1717 jusqu'à sa mort en 1749.

### La suppression du couvent
Le couvent est fermé en 1790. Les bâtiments et terrains du couvent, d'une superficie de 3 491 m2, deviennent propriétés nationales et sont vendus le 5 fructidor an IV (22 août 1796) à condition d'y ouvrir deux rues. Au mois de prairial an VIII, le ministre de l'intérieur approuve le plan des percements de quatre rues à former sur cet emplacement. Finalement le 3 frimaire an XI (24 novembre 1802), il est décider de percer :
- une première rue dans le même axe et la même largeur que la rue Saint-Florentin et allant aboutir sur le boulevard (rue Richepanse, actuelle rue Chevalier-de-Saint-George) ;
- une seconde en ligne droite jusqu'au même boulevard suivant la direction du petit axe de la place Vendôme (rue Championnet, qui n'est finalement pas ouverte) ;
- se substituant aux deux autres rues projetées précédemment, une seule rue diagonale partant de la rue Saint-Honoré près de celle de Luxembourg (actuelle rue Cambon), et aboutissant perpendiculairement sur le boulevard (actuelle rue Duphot)[2].

Le 19 septembre 1807, ces dispositions reçoivent l'assentiment du ministre de l'intérieur et les rues Duphot et Richepance sont immédiatement ouvertes,.